# Kanotier

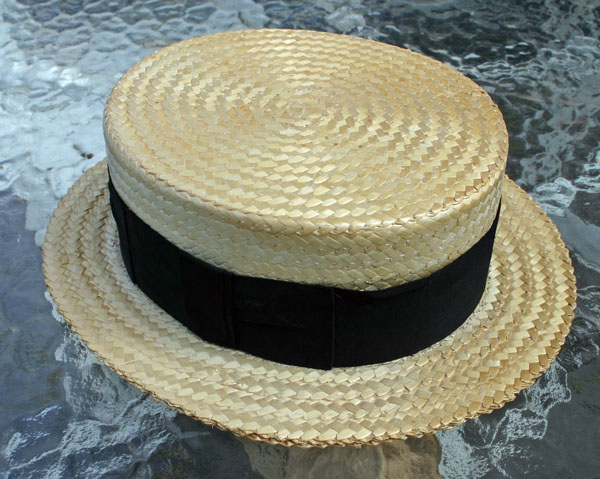
Kanotier

Kanotier (z fr. canotier – wioślarz) – słomkowy kapelusz z niską płaską główką i niedużym rondem, ozdobiony czarną lub białą jedwabną wstążką.
Pojawił się w drugiej połowie XIX wieku, będąc początkowo noszony przez przedstawicieli obu płci. W pierwszej połowie XX wieku moda na ten letni kapelusz, noszony w późniejszym okresie już tylko przez mężczyzn, zanikła. Miłośnikiem kanotiera był francuski piosenkarz Maurice Chevalier, a w Polsce do elegancji tego rodzaju nawiązywał Tadeusz Ross, (m.in. wykonując swój przebój Słońce w kapeluszu).
W okresie fin de siècle'u i pierwszym dwudziestoleciu XX wieku typ męskiego letniego nakrycia głowy, stosowany zwłaszcza do ubioru wakacyjnego. Należał do modnego wyposażenia wioślarzy (uwidoczniony na obrazach impresjonistów) oraz cyklistów. W wersji damskiej używany przez rowerzystki, bądź niektóre sportsmenki (np. tenisistki).